# Tori Black
Tori Black, pseudonimo di Michelle Shellie Chapman (Seattle, 26 agosto 1988), è un'attrice pornografica e regista pornografica statunitense.

## Biografia
Nata nello Stato di Washington, pratica danza dall'età di 7 anni, ed è stata istruttrice di danza del ventre. In un'intervista del 2013 ha dichiarato di essere stata vittima di abusi sessuali da parte di persone al di fuori della sua famiglia, di aver iniziato a sperimentare droghe intorno ai 12 anni, e di aver trascorso un periodo della sua adolescenza in una scuola per ragazze affette da problemi comportamentali. Ha studiato giornalismo alla Western Washington University; nello stesso ateneo ha svolto studi sulle donne e di sociologia, senza tuttavia laurearsi poiché ha scelto di dedicarsi a tempo pieno alla carriera pornografica.

### Carriera

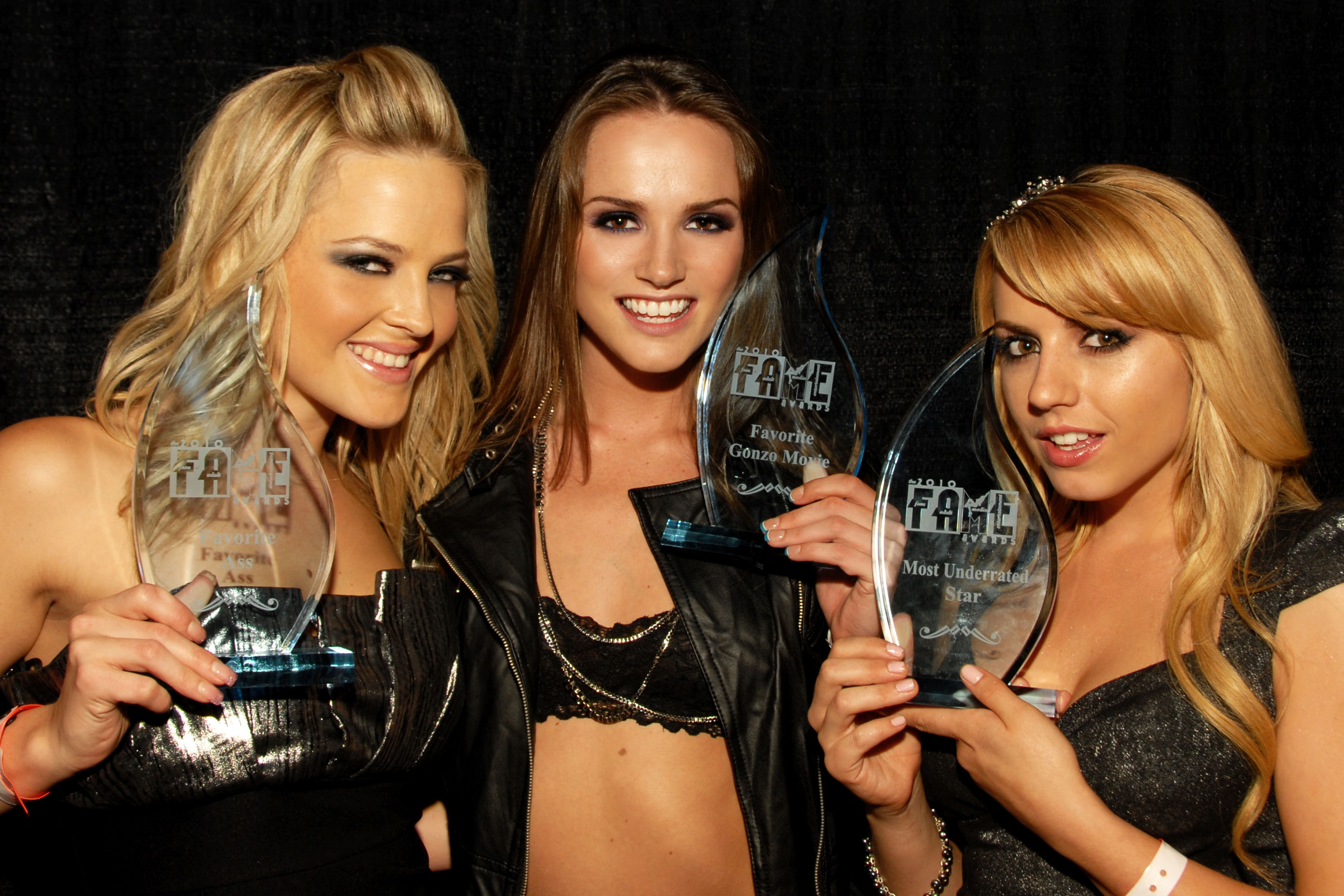
Alexis Texas, Black e Lexi Belle nel 2010 ai F.A.M.E. Awards

Verso la fine del 2006, mentre si trovava in vacanza dal college a Fort Lauderdale (Florida) e subiva pressioni dai genitori per trovarsi un lavoro, decise di inviare le sue foto ad un'agenzia per adulti che le rispose facendole un'offerta. Nel 2007, dopo aver accettato la proposta, debuttò ufficialmente come attrice pornografica con The Score Group. Ha dichiarato di aver scelto lo pseudonimo di Tori Black insieme ad alcuni suoi amici del college.
Nel 2008, dopo essersi trasferita a Los Angeles per iniziare a lavorare nell'industria del porno, ha firmato per l'agenzia LA Direct Models. Nello stesso anno Penthouse l'ha eletta Pet of the Month nel dicembre 2008.
Nel 2009 ha girato la sua prima scena anale in Interactive Sex with Tori Black, mentre la sua prima doppia penetrazione è avvenuta in Tori Black Is Pretty Filthy 2 nel 2010. Nello stesso anno Loaded l'ha eletta come l'attrice pornografica più attraente e Maxim l'ha nominata come una delle migliori dodici pornodive.
Tori Black è diventata la prima attrice a vincere due AVN Awards consecutivamente come Female Performer of the Year nel 2010 e 2011. Tra il 2010 e il 2011 ha anche vinto l'XRCO Award come Female Performer of the Year. Nel 2010 è diventata la seconda attrice, dopo Jenna Haze, nella storia ad ottenere i tre premi Female Performer of the Year nello stesso anno. Nel 2011 anche CNBC l'ha eletta come una delle dodici stelle del porno più popolare, mettendo in risalto il suo ruolo come Catwoman nel film della Vivid Entertainment Batman XXX: A Porn Parody, così come i suoi numerosi premi e candidature ricevute dal 2010 al 2011.
Intorno al 2011 si è presa un periodo di pausa come attrice, rimanendo comunque impegnata in progetti per adulti, avendo diretto l'edizione annuale degli AVN Awards insieme a Lisa Lamapanelli e Riley Steele.
Nel 2014 ha debuttato alla regia con un video per Elegant Angel con Alina Li, e ha recitato il ruolo della pornoattrice Lexi Steele nella serie televisiva Ray Donovan, in onda su Showtime. Nel 2015 ha avuto una parte nel film horror statunitense L.A. Slasher, mentre nel 2016 ha partecipato come giurata al reality show Sex Factor, prodotto da XHamster. Inoltre, è stata il giudice anche alla seconda e terza edizione di DP Star, un talent edito da Digital Playgroud.
Nel 2017 ha ripreso la sua attività di attrice pornografica. È stata inserita nella Hall of Fame sia degli XBIZ Awards che dell'AVN nel 2022.

### Vita privata
È stata fidanzata con Lyndell Anderson (noto come MimeFreak), regista dello studio per adulti ArchAngel. La coppia ha avuto due figli. In un'intervista del 2012 l'attrice ha affermato di aver incontrato difficoltà nell'avere una relazione seria lavorando nel mondo del porno.
Nel gennaio 2012 Anderson e l'attrice sono stati arrestati dopo un alterco in un albergo di Las Vegas; ha poi precisato che il comportamento era dovuto a un'intossicazione avuta dopo una notte di festa.

## Riconoscimenti
- AVN Awards

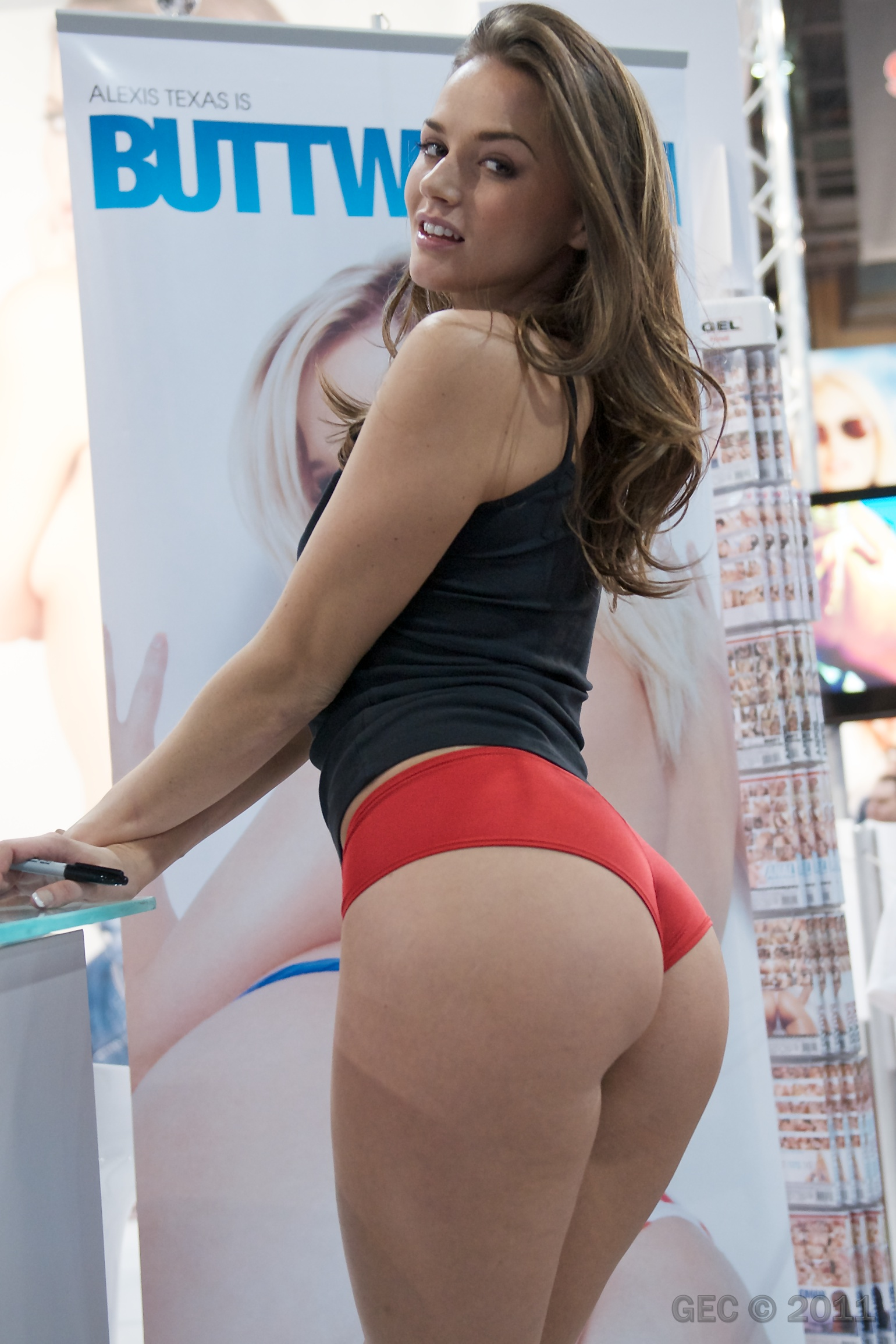
Black nel 2011 all'AVN Adult Entertainment Expo di Las Vegas

  - 2009 – F.A.M.E. Awards Favorite Female Rookie[34]
  - 2010 – AVN Award for Best All-Girl Sex Scene (film) per Field of Schemes 5 con Lexi Belle[35][36]
  - 2010 – AVN Awards Best All-Girl Three-Way Sex Scene per The 8th Day con Bree Olson e Poppy Morgan[37]
  - 2010 – AVN Award for Best Tease Performance per Tori Black Is Pretty Filthy[38]
  - 2010 – AVN Award for Best Three-Way Sex Scene - Video per Tori Black Is Pretty Filthy con Rebeca Linares e Mark Ashley[39]
  - 2010 – AVN Award for Female Performer of the Year[40]
  - 2010 – F.A.M.E. Awards Favorite Female Starlet
  - 2011 – AVN Award for Best Oral Sex Scene (film) per Stripper Diaries[41]
  - 2011 – AVN Awards Best POV Sex Scene per Jack's POV 15[42]
  - 2011 - AVN Awards Best Sex Scene in a Foreign-Shot Production per Tori Black: Nymphomaniac con Steve Holmes e Jazz Duro[43]
  - 2011 – AVN Award for Female Performer of the Year[44]
  - 2019 – AVN Award for Best Group Sex Scene per After Dark con Jessa Rhodes, Mia Malkova, Abella Danger, Kira Noir, Vicki Chase, Angela White, Ana Foxxx, Bambino, Mick Blue, Ricky Johnson, Ryan Driller e Alex Jones[45]
  - 2022 – AVN Award Hall of Fame[31]

- XRCO Award
  - 2009 – XRCO Award Cream Dream[18]
  - 2010 – XRCO Awards Female Performer of the Year[46]
  - 2011 – XRCO Awards Female Performer of the Year[47]
  - 2018 – XRCO Awards Best Cumback[48]
  - 2020 – XRCO Awards Hall of Fame[32]

- XBIZ Awards
  - 2010 – Female Performer of the Year[49]
  - 2011 – Porn Star Site of the Year[50]
  - 2016 – Director of the Year – Non-Feature Release per True Lust[51]
  - 2018 – Best Sex Scene - All-Girl Release per Tori Black is Back con Aidra Fox[52]
  - 2019 – Best Sex Scene - Vignette Release per After Dark con Adriana Chechik e Johnny Sins[53]
- F.A.M.E. Awards
  - 2009 – Favorite Female Rookie (Fan Award)[54]
  - 2010 – Favorite Female Starlet (Fan Award)[55]

- NightMoves Awards
  - 2012 – NightMoves Awards Social Media Star (Editor's Choice)

## Filmografia parziale

### Attrice
- All Teens 3 (2007)
- Bring 'um Young 26 (2007)
- Cum-Stravaganza (2007)
- Dark Meat White Treat 3 (2007)
- Face Full of Diesel 3 (2007)
- Fresh Newcummers 2 (2007)
- Pure 18 2 (2007)
- Sexual Freak 7: Stoya (2007)
- Sucking Me POV (2007)
- Teen Worship 1 (2007)
- Young Stand-Up Titties 3 (2007)
- All Girl Revue 5 (2008)
- Ass Trap 1 (2008)
- Barely Legal 79 (2008)
- Barely Legal Bitch That Stole Christmas (2008)
- Belladonna's Evil Pink 4 (2008)
- Big Night Sticks Little White Chicks 2 (2008)
- Black Cock Addiction 5 (2008)
- Black Cocks Tiny Teens 5 (2008)
- Black Power 3 (2008)
- Blacks On Blondes: Tori Black (2008)
- Blow Me Sandwich 12 (2008)
- Cheaters Caught or Not (2008)
- Cock Competition (2008)
- Couples Seduce Teens 10 (2008)
- Cum Coat My Throat 4 (2008)
- Daddy's Lil' Whore 1 (2008)
- Don't Let Daddy Know 4 (2008)
- Fame (2008)
- Filthy's First Taste 8 (2008)
- Filthy's Peepin' Tom 5 (2008)
- Flying Solo 1 (2008)
- Four Finger Club 25 (2008)
- Fresh Flesh (2008)
- Fresh Outta High School 8 (2008)
- Fuck Club (2008)
- Fuck for Dollars 8 (2008)
- Fucked on Sight 4 (2008)
- Fuckin' Around in South Beach 2 (2008)
- Full Streams Ahead 1 (2008)
- Girlfriends 1 (2008)
- Girls Will Be Girls 3 (2008)
- Girlvana 4 (2008)
- Head Case 4 (2008)
- Hellfire Sex 12 (2008)
- House of Ass 8 (2008)
- I Like Black Boys 6 (2008)
- I Love Young Girls 4 (2008)
- Icon (2008)
- Just Over Eighteen 19 (2008)
- Kayden Exposed (2008)
- Kristina Rose: Dirty Girl (2008)
- Last Call (2008)
- Monster Cock Junkies 3 (2008)
- Naughty Bookworms 13 (2008)
- Naughty College School Girls 46 (2008)
- No Man's Land Interracial Edition 11 (2008)
- Nylons 4 (2008)
- One Last Ride (2008)
- Paste My Face 11 (2008)
- Pickin' Up Pussy 1 (2008)
- Pound Pussy 1 (2008)
- POV Cocksuckers 7 (2008)
- Pretty As They Cum 1 (2008)
- Pretty Pussies Please 5 (2008)
- Real Female Orgasms 9 (2008)
- Real Mann's Point of View (2008)
- Rookie Pussy 3 (2008)
- Secretary's Day 2 (2008)
- She's Cumming 1 (2008)
- Sloppy Head 1 (2008)
- Souled Out 1 (2008)
- Sugar Town (2008)
- Trouble With Young Girls (2008)
- Twisted Vision 7 (2008)
- Unlocked 2 (2008)
- Up Skirts 1 (2008)
- Voyeur 35 (2008)
- We Suck 1 (2008)
- Whack Jobs 3 (2008)
- White Chicks Gettin' Black Balled 26 (2008)
- Wicked (2008)
- Women Seeking Women 48 (2008)
- Women Seeking Women 49 (2008)
- 1 On 1 3 (2009)
- 8th Day (2009)
- All About Me 3 (2009)
- Ashlynn Brooke's Lesbian Fantasies 1 (2009)
- Banging Bitches (2009)
- Bare Skinned Beauties: Bondage Battles (2009)
- Barely Legal All Stars 8 (2009)
- Big Wet Asses 16 (2009)
- Binding Miss Thomas (2009)
- Black Shack 2 (2009)
- Black Teen Punishment 1 (2009)
- Black Up In Her (2009)
- Bree's College Daze 2 (2009)
- Brother Load 1 (2009)
- Brunette Beauties in Bondage (2009)
- Centerfolds Exposed (2009)
- Contraband Punishment (2009)
- Cougar Cruisin' (2009)
- Cover Girls Wrapped in Plastic (2009)
- Crack Her Jack 10 (2009)
- Crude Oil 4 (2009)
- Cum Buckets 9 (2009)
- Dangerous Diva's Bondage Holiday (2009)
- Doll House 5 (2009)
- Don't Make Me Beg 1 (2009)
- Dreamgirlz 2 (2009)
- Entourage: A XXX Parody (2009)
- Field of Schemes 4 (2009)
- Field of Schemes 5 (2009)
- Finger Licking Good 7 (2009)
- Flirt 1 (2009)
- Frat House Fuckfest 11 (2009)
- Fucking Machines 7529 (2009)
- Gagged and Bound Barefoot Prisoners (2009)
- Girl Meets Boy (2009)
- Girls Hunting Girls 20 (2009)
- Hand to Mouth 8 (2009)
- HD Dreams 1 (2009)
- Hot and Helpless Bondage Heroines (2009)
- Hustler's Lesbian Fantasies 2 (2009)
- I Wanna Bang Your Sister (2009)
- Interactive Sex with Tori Black (2009)
- Interracial Fuck Sluts 1 (2009)
- Intimate Touch 1 (2009)
- Is He There? (2009)
- Itch (2009)
- Jack's POV 15 (2009)
- Jenna Haze: Nymphomaniac (2009)
- Just Tease 1 (2009)
- King of Coochie 1 (2009)
- Kittens and Cougars 1 (2009)
- Last Call (2009)
- Lifestyle (2009)
- Making Amends (2009)
- Masters of Reality Porn 3 (2009)
- Masturbation Nation 2 (2009)
- Mom's Cuckold 1 (2009)
- My Sexy Life 1 (2009)
- Naughty Rich Girls 1 (2009)
- Naughty Rich Sex 5398 (2009)
- New Girls in Bare Skinned Bondage (2009)
- Nighttime Lesbians (2009)
- Not The Cosbys XXX 1 (2009)
- Nymphetamine 3 (2009)
- Nymphetamine 4 (2009)
- Nymphetamine Solamente 2 (2009)
- Office Perverts 2 (2009)
- Oil Overload 3 (2009)
- Oil Spills 1 (2009)
- Old Enough to be Their Mother 7 (2009)
- Pin-Up (2009)
- Popporn: The Guide to Making Fuck (2009)
- Pornstar Perspective (2009)
- Pornstar Workout 1 (2009)
- Pretty Sloppy 2 (2009)
- Private Xtreme 44: Put Your Big Black Cock in My Ass (2009)
- Pure Sextacy 4 (2009)
- Rawhide 2 (2009)
- Real Big Tits 2 (2009)
- Real College Girls: Lesbian Stories 2 (2009)
- Risque Moments (2009)
- Rollin' with Goldie 3 (2009)
- Schoolgirl Internal 2 (2009)
- Scrubs: A XXX Parody (2009)
- Secret Diary of a Cam Girl (2009)
- Sex Party (2009)
- Sexual Blacktivity 1 (2009)
- Show Me The Money Shot (2009)
- Sinful (2009)
- Slutty and Sluttier 10 (2009)
- Solamente 4 (2009)
- Spicy Sexcapades (2009)
- Splashes On Glasses 1 (2009)
- Sporty Girls 2 (2009)
- Sweet Sin (2009)
- This Ain't Happy Days XXX 1 (2009)
- This Ain't The Partridge Family XXX (2009)
- Three's A Crowd (2009)
- Tickle Hell for Nikky and Friends (2009)
- TMSleaze (2009)
- Tori Black Is Pretty Filthy 1 (2009)
- Tori's Dream: Gia's Nightmare (2009)
- Tormented (2009)
- Two Faces of Jessica Lauren (2009)
- Valley of the Dolls (2009)
- Voyeur Within (2009)
- Wank My Wood 1 (2009)
- Wet Dreams Cum True 7 (2009)
- Work It Work It Get It Get It 3 (2009)
- You, Me and Her (2009)
- Accommodations (2010)
- All Girls Do It (2010)
- American Daydreams 8 (2010)
- Anal Buffet 5 (2010)
- Bad Girls 5 (2010)
- Bangover (2010)
- Barely Legal POV 9 (2010)
- Batman XXX: A Porn Parody (2010)
- Black Listed 2 (2010)
- Blown Away 3 (2010)
- Cum Buckets 10 (2010)
- Deep Anal Drilling 1 (2010)
- Desires (2010)
- Don Juan's Therapist (2010)
- Don't Tell My Wife I'm Banging My Secretary (2010)
- Erotic Angels (2010)
- Eternal Love 1 (2010)
- Eternal Love 2: Reckless Heart (2010)
- Evil Anal 11 (2010)
- Eyelashes (2010)
- Field of Schemes 8 (2010)
- Fox Holes 2 (2010)
- Fucking Machines 8849 (2010)
- Fucking Machines 9359 (2010)
- Fucking Machines 9367 (2010)
- Fucking Machines 9368 (2010)
- Fucking Machines 9369 (2010)
- Gia: Portrait of a Pornstar (2010)
- Girl Next Door (2010)
- Girls of Red Light District: Tori Black (2010)
- Glamour Girls 3 (2010)
- Hollywood's Nailin Palin (2010)
- In a Glimpse (2010)
- Jack's POV 17 (2010)
- Jayden Jaymes Unleashed (2010)
- Jesse Jane: Homework (2010)
- Just Tease 2 (2010)
- Just You And Me (2010)
- KissMe Girl 2 (2010)
- Kittens and Their MILF (2010)
- Legs Up Hose Down (2010)
- Lex The Impaler 5 (2010)
- Lord of Asses 15 (2010)
- Masturbation Nation 10 (2010)
- Mommy Got Boobs 9 (2010)
- My Black Stepdad 1 (2010)
- No Hair Down There 2 (2010)
- North Pole 75 (2010)
- Not The Cosbys XXX 2 (2010)
- Nymphomaniac (2010)
- Panty Pops 1 (2010)
- Performers of the Year 2010 (2010)
- Performers of the Year 2011 (2010)
- Porn Fidelity 22 (2010)
- Porno Home Movies 29 (2010)
- Pornstar Superheroes (2010)
- Pornstars Punishment 1 (2010)
- Pure Cherry Girls 4 (2010)
- Race Relations 2 (2010)
- Real Female Orgasms 12 (2010)
- Riley Steele: Love Fool (2010)
- Rocco's Psycho Love 1 (2010)
- Self Service 2 (2010)
- Sex Dolls (2010)
- She's the Boss 2 (2010)
- Speed (2010)
- Squeeze (2010)
- Stripper Diaries (2010)
- Sunshine Highway 2 (2010)
- Superstar Showdown 1: Tori Black vs. Alexis Texas (2010)
- Superstar Showdown 2: Asa Akira vs. Kristina Rose (2010)
- Sweet Pussy (2010)
- Swimsuit Calendar Girls 4 (2010)
- Teen Mother Fuckers 2 (2010)
- This Isn't Fast Times at Ridgemont High (2010)
- Tight Holes Big Poles 3 (2010)
- Top Shelf 2 (2010)
- Tori Black Is Pretty Filthy 2 (2010)
- Tori Black Superstar (2010)
- Tori Black's Pink On Pink (2010)
- Tori Black: Nymphomaniac (2010)
- Tori Tarra and Bobbi Love Rocco (2010)
- What Went Wrong (2010)
- Whatever It Takes (2010)
- Women Seeking Women 66 (2010)
- Wonder Woman XXX: A Hardcore Parody (2010)
- Working Girls (II) (2010)
- X-Starlets 1 (2010)
- 3's Company (2011)
- A.S.A Asian Sex Addict (2011)
- Adam and Eve's 40th Anniversary Collection (2011)
- All Girl (2011)
- All Natural: Glamour Solos 1 (2011)
- All Stars 2 (2011)
- Bad Girls 6 (2011)
- Black and Blue (2011)
- Breakfast In Bed (2011)
- Bree and Tori (2011)
- Brunette X (2011)
- Brunettes (2011)
- Coming of Age 4 (2011)
- Cover Girls (2011)
- Cruel Media Conquers Los Angeles (2011)
- Cult Captives (2011)
- Deep Throat This 46 (2011)
- Fantasy Girls: Glamour Solos (2011)
- First String 1 (2011)
- Fit To Be Tied (2011)
- Five Stars 2 (2011)
- Here Cums the President (2011)
- History Of Black Cock (2011)
- I'm Craving Black Cock (2011)
- Incredible Hulk: A XXX Porn Parody (2011)
- Interracial Booty 1 (2011)
- Interracial Pickups 3 (2011)
- Killer Bodies: The Awakening (2011)
- Kinky Sex (2011)
- KissMe Girl 7 (2011)
- Legendary Angels (2011)
- Lingerie 1 (2011)
- Lipstick Lesbo 3 (2011)
- Masturbation Nation 11 (2011)
- My Daddy Is My Pimp (2011)
- Panty Pops 3 (2011)
- Penthouse Vacation (2011)
- Pretty Sloppy 4 (2011)
- Riding Solo 2 (2011)
- Savanna Samson Stripped (2011)
- Sexology For Schoolgirls (2011)
- Shane's World 42: Paradise Island (2011)
- Sloppy Girl 4 (2011)
- Stripper Grams (2011)
- Teen Addiction (2011)
- Tori Black's After School Special (2011)
- Wicked Digital Magazine 4 (2011)
- Adult Insider 2 (2012)
- All Natural: Glamour Solos 2 (2012)
- All Star Celebrity XXX: Tori Black (2012)
- Amazon Universe Long Legged Girls (2012)
- Beautiful Lesbians (2012)
- Best of Lord of Asses 2 (2012)
- Chocolate Poles Vanilla Holes (2012)
- Don't Trim That Bush (2012)
- Give Me Pink 11 (2012)
- Gloriass 2 (2012)
- Hollywood Heartbreakers 2 (2012)
- I Love Tori Black (2012)
- Intimate Passions (2012)
- Just Tease 3 (2012)
- Kinky Desires (2012)
- LA Beauty: Tori Black (2012)
- Legendary Lesbians (2012)
- Me and My Girlfriend 1 (2012)
- MILF Adventures 2 (2012)
- Munching Muff (2012)
- Official Hangover Parody (2012)
- Playgirl's Hottest: Leather And Lace (2012)
- Popping Off (2012)
- Pussypalooza (2012)
- Raw 9 (2012)
- Rico's Bangin Yo Mama's Daughter (2012)
- Strippers' Paradise (2012)
- Sweet Little Tarts 3 (2012)
- There Will Be Cum 13 (2012)
- Tori Black On Black (2012)
- Toying With Your Emotions (2012)
- Toys and Girls 3 (2012)
- 69 Scenes: Brunettes vs Blondes (2013)
- Anal Demise (2013)
- Best of Girlvana (2013)
- Butt Busting (2013)
- Cherry Spot 1 (2013)
- College Guide to Female Orgasms (2013)
- Daring X Files 10 (2013)
- Evil Angels: Alexis Texas (2013)
- Holes of Glory 2 (2013)
- I Need Some Alone Time (2013)
- I Was A Mail Order Bride (2013)
- King Anal 1 (2013)
- Manuel Ferrera Bangs 'Em All (2013)
- Nice Girls Love Black Dick (2013)
- Oh Yeah Let's Cum (2013)
- Peter North's Bangin' Hot Chicks And Big Black Dicks (2013)
- Superstar Slut Challenge (2013)
- Swallowing Is Good For You (2013)
- Women Seeking Women 100 (2013)
- World Of Sexual Variations 5 (2013)
- Young Fuckers (2013)
- 3rd Degree All Stars 4 (2014)
- Awesome Threesomes (2014)
- DP Domination (2014)
- Dripping Wet Asses (2014)
- Elegant Angels Finest (2014)
- Fanny Fuckers (2014)
- Girltastic (2014)
- Glory Hole Fantasies (2014)
- Hair Down There (2014)
- Hot Cherry Pies 7 (2014)
- Interracial (2014)
- John Leslie's Phenoms (2014)
- Mattress Jockey (2014)
- My Boyfriend's Black and I'll Never Go Back (2014)
- Porn's Most Wanted Whores 2 (2014)
- Prime Performers (2014)
- Simon Says Suck My Dick (2014)
- There's Something About Tori Black (2014)
- Three's Cumpany (2014)
- Backstage Pass (2015)
- Fun Lovin' Porn Swingers (2015)
- Hotter Than Ever (2015)
- Juicy Asses (2015)
- Lesbian Lust (II) (2015)
- Little Fur-maids (2015)
- Epic Threesomes 2 (2016)
- Filla' My 'nilla with Your Big Black Drilla' (2016)
- Girls, Girls, Girls (2016)
- Glory Hole Whores 2 (2016)
- Horny Biker Babes (2016)
- Interracial Fantasies (2016)
- Legends (2016)
- Lesbian Girlfriends 1 (2016)
- My Daughter's Fucking a Black Man 7 (2016)
- My Little Titties (2016)
- Nymphomaniac Confessions (2016)
- Shaved (2016)
- Tori Black Friday (Solo) (2016)
- Tramp Camp (2016)
- Back to School Pussy (2017)
- Pornstars Share Their Porn Misconceptions and Sex Tips They Learned on the Job (2017)
- Tiny and Tight (2017)
- Tori Black is Back (2017)

### Regista
- Seduction 4 (2014)
- Remy's Angels (2015)
- True Lust (2015)